# Oracle (Michael Hedges)
Oracle è un album di Michael Hedges, pubblicato dalla Windham Hill Records nel 1996. L'album vinse il Grammy Awards 1998 come miglior album di New Age.

## Tracce
1. The 2nd Law – 3:07 (Michael Hedges)
2. Ignition – 3:28 (Michael Hedges)
3. Baal T'shuva – 2:10 (Michael Hedges)
4. Dirge – 3:29 (Michael Hedges)
5. Jitterboogie – 2:37 (Michael Hedges)
6. Oracle – 4:08 (Michael Hedges)
7. Gospel – 2:22 (Michael Hedges)
8. Tomorrow Never Knows – 4:01 (John Lennon, Paul McCartney)
9. Theme from HATARI! – 3:19 (Henry Mancini)
10. Aura Müünta – 2:58 (Michael Hedges)
11. Jitterboogie (Family Version) – 2:09 (Michael Hedges)
12. Sofa N°1 – 2:42 (Frank Zappa)
13. When I Was 4 – 3:50 (Michael Hedges)
14. What Child Is This? – 3:08 (Brano tradizionale, William Chatterton Dix)

- Il brano What Child Is This? è in alcune versioni dell'album intitolato Greensleeves

## Musicisti
- Michael Hedges - chitarra acustica, chitarra harp, sintetizzatore, flauto alto, armonica, basso
- Michael Hedges - voce (brano: 8)
- Michael Manring - basso fretless (brani: 2, 4, 7 e 8)